# Albert Gallatin Jenkins

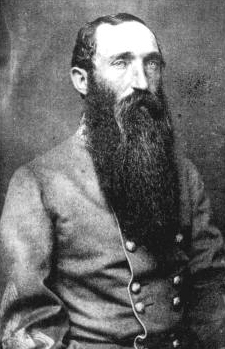
Albert Gallatin Jenkins

Albert Gallatin Jenkins (* 10. November 1830 im Cabell County, Virginia; † 21. Mai 1864 bei Dublin, Virginia) war ein US-amerikanischer Politiker. Zwischen 1857 und 1861 vertrat er den US-Bundesstaat Virginia im US-Repräsentantenhaus. Während des Bürgerkrieges fungierte er als Brigadegeneral im Heer der Konföderation.

## Werdegang
Der im heutigen West Virginia geborene Albert Jenkins besuchte bis 1848 das Jefferson College in Canonsburg (Pennsylvania) und studierte danach bis 1850 an der Harvard University Jura, ohne jedoch nachher sofort als Jurist zu arbeiten. Stattdessen betätigte er sich in der Landwirtschaft und bereiste Lateinamerika. Politisch wurde er Mitglied der Demokratischen Partei. Im Juni 1856 war er Delegierter zur Democratic National Convention in Cincinnati, auf der James Buchanan als Präsidentschaftskandidat nominiert wurde.
Bei den Kongresswahlen des Jahres 1856 wurde Jenkins im elften Wahlbezirk von Virginia in das US-Repräsentantenhaus in Washington, D.C. gewählt, wo er am 4. März 1857 die Nachfolge von John S. Carlile antrat. Nach einer Wiederwahl konnte er bis zum 3. März 1861 zwei Legislaturperioden im Kongress absolvieren. Diese waren von den Ereignissen im unmittelbaren Vorfeld des Bürgerkrieges geprägt.
1861 schloss sich Jenkins der Konföderation an. Er wurde Abgeordneter im Konföderiertenkongress, legte sein Mandat jedoch nach der ersten Sitzung bereits wieder zurück, da er von den beschränkten politischen Gestaltungsmöglichkeiten des Vertretungskörpers desillusioniert war. Gleichzeitig stieg er im Heer der Konföderation bis zum Brigadegeneral auf. Er nahm an mehreren Schlachten teil. Bei der Schlacht von Gettysburg wurde er verwundet. Im Herbst 1863 kehrte er nach seiner Genesung zur Armee zurück und diente fortan im südwestlichen Virginia. Ab Frühjahr 1864 kommandierte er den regionalen Militärbezirk. Bei der Schlacht am Cloyds Mountain wurde er am 9. Mai 1864 schwer verwundet, als er mit zahlenmäßig unterlegenen Kräften vergeblich versuchte, die Eisenbahnlinie zwischen Virginia und Tennessee zu verteidigen. Ein Arzt der Unionsarmee amputierte seinen Arm, konnte aber sein Leben nicht retten. Am 21. Mai 1864 erlag Albert Jenkins seinen schweren Verwundungen aufgrund eines Behandlungsfehlers im Nachgang des Eingriffs.
Jenkins galt als bisweilen unorthodoxer Kavallerieführer, der sich in eine übergeordnete Kommandostruktur nur unter Schwierigkeiten einordnen konnte, aber bei unabhängigen Operationen brillierte. Für seinen Streifzug im Jahr 1862, der ihn mit nur 550 Mann von den Allegheny Bergen im westlichen Virginia bis an das Nordufer des Ohio Rivers führte, wurde er von seinen Vorgesetzten wie auch der konföderierten Öffentlichkeit gelobt.